# Brothers of Metal

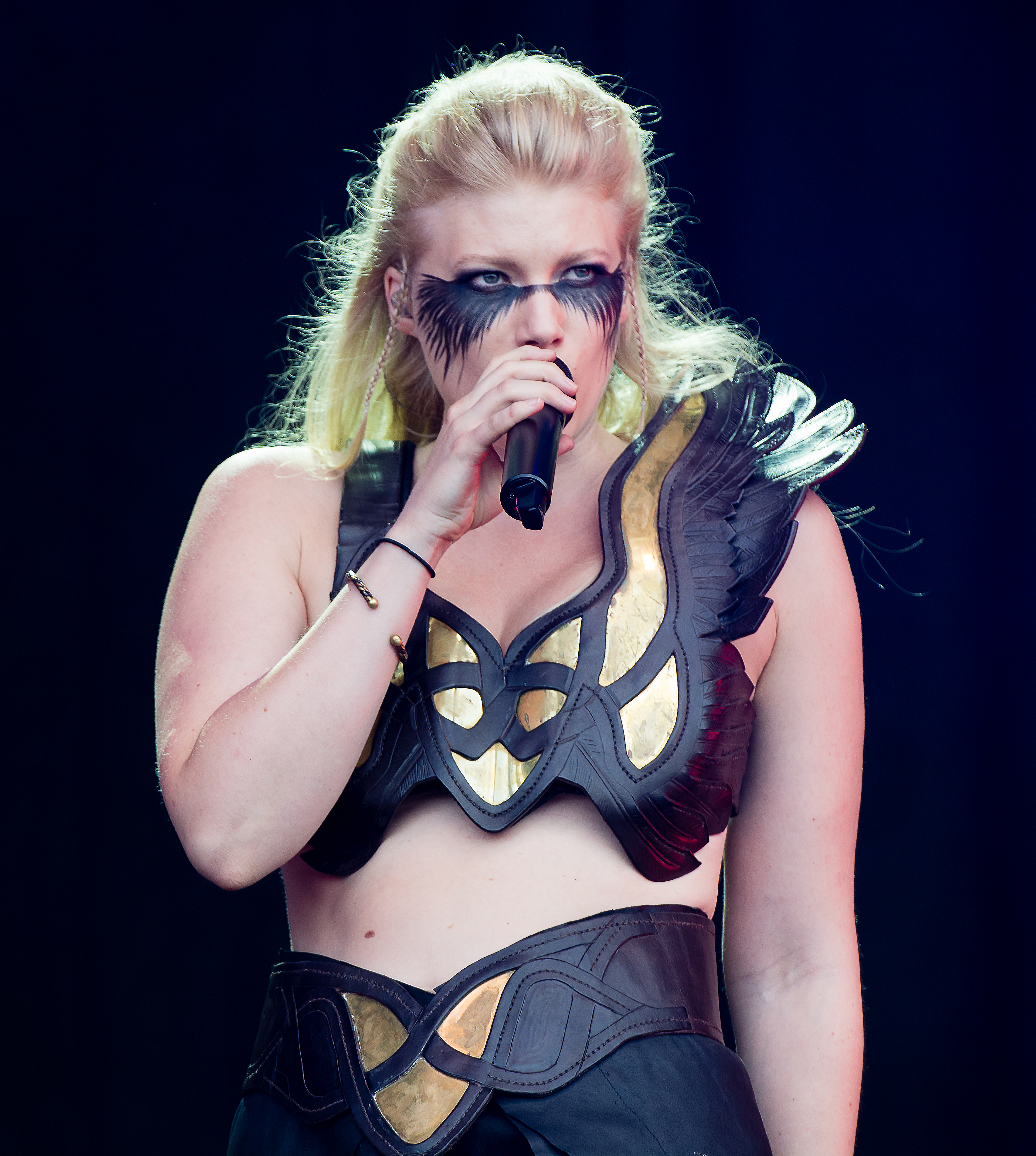
Ylva Eriksson (live, 2022)

Brothers of Metal är ett svenskt viking metal band från Falun, bildat 2012. Oktetten behandlar i första hand nordisk mytologi.

## Historia
Bandet grundades 2012 som ett projekt för att "blåsa nytt liv" i den försvagade true metal, Brothers of Metal spelade in sitt debutalbum 2015, som distribuerades i egen regi 2017. En ny upplaga följde 2018 under AFM Records. Både det valda bandnamnet, såväl som utseende och musikvideor hålls medvetet själv ironerande och överdrivet klichéformade, vilket orsakade både beröm och kritik.
I januari 2020 släppte gruppen sitt andra album Emblas Saga.
Den första November 2024 släpptes Brothers of Metal sitt tredje album Fimbulvinter.

### Album
- 2017: Prophecy of Ragnarök
- 2020: Emblas Saga
- 2024: Fimbulvinter

### Singlar
- 2018: Prophecy of Ragnarök
- 2018: Yggdrasil
- 2018: Fire, blood and steel
- 2019: The Mead Song
- 2019: Njord
- 2019: One
- 2020: Hel
- 2021: Kedjebrytare (Chain Breaker)
- 2022: The Other Son of Odin
- 2024: Heavy Metal Viking

### Uppdelat
- 2019: Fire, Blood and Steel / Blood on Fire (med UDO)